# Адамов, Павел Григорьевич
Па́вел Григо́рьевич Ада́мов (1911 — 1992, Москва) — советский инженер, промышленный и государственный деятель.

## Биография
Павел Адамов родился в 1911 году. С 1935 года работал в обороной промышленности и органах исполнительной власти.
В 1935—1988 годах — инженер, начальник цеха, начальник конструкторского бюро, главный инженер, директор Орехово-Зуевского завода «Респиратор» (1941—1955). Затем начальник отдела, заместитель начальника, начальник Управления приборостроения Московского совнархоза, начальник производственного управления Министерства приборостроения СССР.
Павел Григорьевич Адамов умер в 1992 году в Москве.

## Награды и звания
- Орден Октябрьской Революции[1]
- Три ордена Трудового Красного Знамени[1]
- Орден Дружбы Народов (10.06.1986)
- Орден Красной Звезды (16.05.1944)[2]
- Орден «Знак Почёта»[1]
- Государственная премия СССР
- Заслуженный машиностроитель РСФСР